# Saint-Pardoux (Deux-Sèvres)
Saint-Pardoux è un comune francese di 1 576 abitanti situato nel dipartimento delle Deux-Sèvres nella regione della Nuova Aquitania.

## Società

### Evoluzione demografica
Abitanti censiti